# تی‌آی‌ام ویژن
تی‌آی‌ام ویژن (به انگلیسی: TIMvision) یک نرم‌افزار سرویس دهنده ویدئویی در بستر اینترنت، به شکل ویدئو هنگام درخواست (VOD) می‌باشد؛ که متعلق به تلکام ایتالیا واقع در ایتالیا است. در این برنامه تلویزیون، فیلم‌ها و سریال‌های تلویزیونی برای اجاره یا خرید از طریق استفاده از یک رمزگشا و همچنین ویدئوی هنگام درخواست، تلویزیون هوشمند، دستگاه‌های اندرویدی و اپل (ای‌اواس). از سال ۲۰۱۸، این شرکت تولید برنامه‌های تلویزیونی، مانند نسخه ایتالیایی شرم (مجموعه تلویزیونی)، را شروع نمود.

## پشتیبانی از دستگاه
دستگاه‌های فهرست زیر با نرم‌افزار تی‌ای‌ام ویژن TIMvision سازگار هستند:
- گوشی‌های هوشمند و تبلت‌های اندرویدی
- تلویزیون اندرویدی
- اپل: اپل، آی فون
- مایکروسافت: ویندوز ۱۰ ویندوز ۸
- سونی: برخی از پخش کننده‌های Blu-ray دیسک، cTVs
- LG: برخی از پخش کننده‌های Blu-ray دیسک، cTVs
- سامسونگ: برخی از پخش کننده‌های Blu-ray دیسک، تلویزیون‌های CTV